# Alibri Verlag
Alibri oder Alibri Verlag GmbH ist ein 1994 gegründeter, unabhängiger Verlag mit Sitz in Aschaffenburg. Sein Gesamtverzeichnis enthält über 300 Bücher. 

## Geschichte

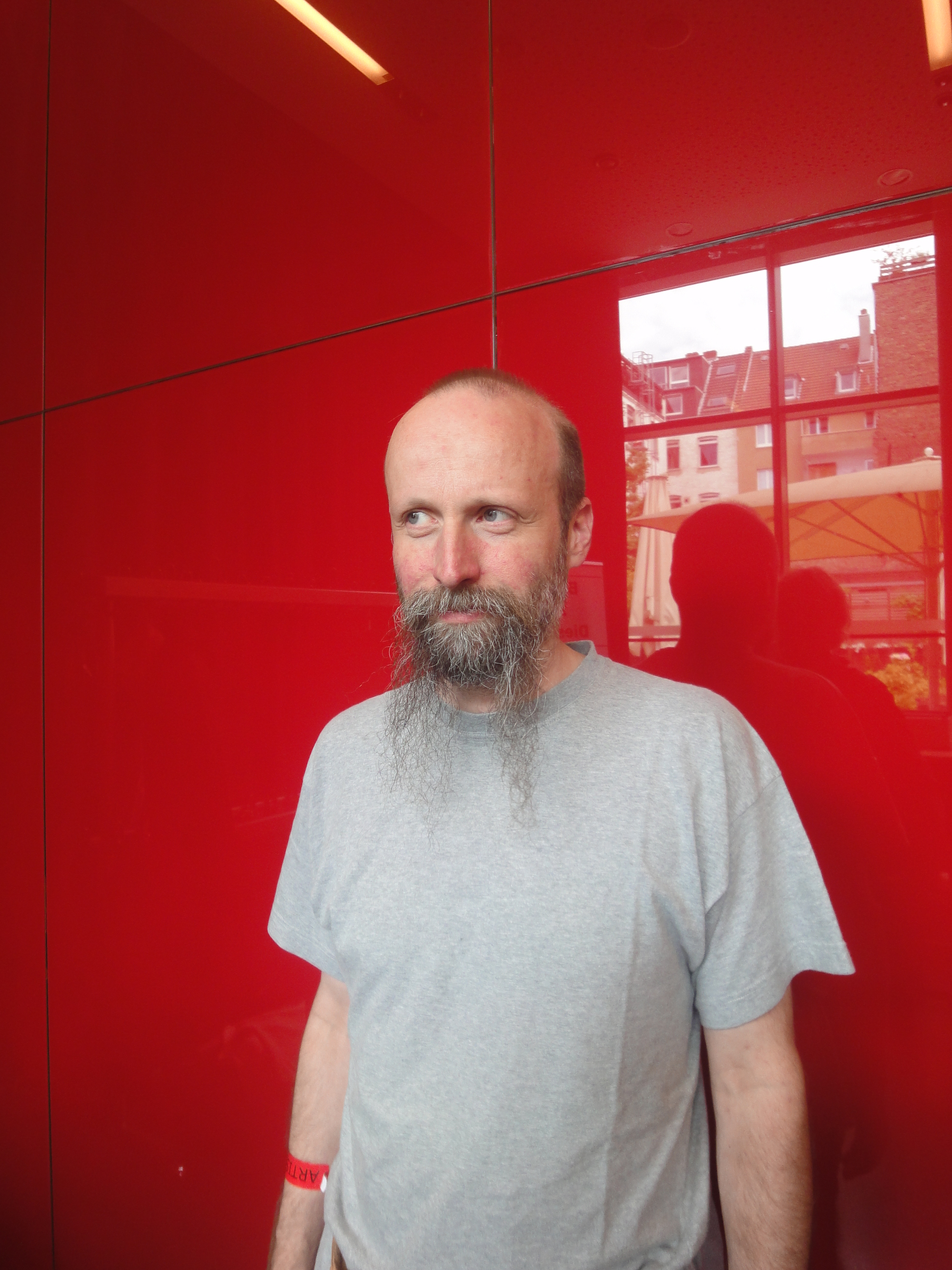
Geschäftsführer und Hauptgesellschafter Gunnar Schedel, 2012

Der Alibri-Verlag knüpfte an die verlegerischen Aktivitäten des Internationalen Bücherdienstes der Konfessionslosen (IBDK) an. Der IBDK war 1984 in der Rechtsform einer GmbH gegründet worden und schloss an die Produktion des Szczesny-Verlages an. Unter dem Label IBDK erschienen rund zwanzig Bücher und von 1990 bis 1994 das Magazin MIZ-Materialien und Informationen zur Zeit.
Im November 1994 wurde von ehemaligen Mitarbeitern des IBDK der Alibri Verlag gegründet und in die kurz zuvor gegründete Assoziation Linker Verlage („aLiVe“) integriert, die einen Zusammenschluss kleinerer linker Verlage darstellt. aLiVe betrieb von 1997 bis 2017 eine gemeinsame Verlagsauslieferung. Von Juni 2007 an arbeiteten der Alibri Verlag und die Trotzdem Verlagsgenossenschaft (bis diese ihre Aktivitäten einstellte) zusammen. Trotzdem wird als Label vom Alibri Verlag weitergeführt. 
Geschäftsführer ist der Literaturwissenschaftler Gunnar Schedel (* 1964 in Aschaffenburg). Schedel sieht sich als säkularen Humanisten und publiziert zu Themen wie der Straffreiheit der Beschimpfung von Bekenntnissen, Religionsgesellschaften und Weltanschauungsvereinigungen. Er schreibt regelmäßig für die Materialien und Informationen zur Zeit (MIZ) und den Humanistischen Pressedienst.
Seit 2010 wird der Verlag in der Rechtsform einer GmbH betrieben. Hauptgesellschafter ist Gunnar Schedel und weitere Gesellschafter sind Colin Goldner, Michael Schmidt-Salomon und Hermann Josef Schmidt.
Durch die Insolvenz der Verlagsauslieferung Sova im November 2022 geriet der Verlag in finanzielle Schwierigkeiten, die die Arbeit und das Programm für 2023 beeinträchtigen.

### Ausrichtung
Alibri versteht sich als säkularer Verlag, dessen Publikationen für Selbstbestimmungsrechte, Emanzipation, Aufklärung und Wissenschaft eintreten. Insbesondere säkular eingestellten Migranten möchte der Verlag eine Stimme geben.

### Programm
Das Gesamtverzeichnis bis 2020 weist über 300 Bücher aus. Es reicht von Religions- und Kirchenkritik bis zur kritischen Auseinandersetzung mit Esoterik. Als „Forum für Utopie und Skepsis“ erscheinen bei Alibri sowohl Untersuchungen der Skeptikerbewegung als auch Beiträge zur humanistischen und materialistischen Philosophie. 
Seit 1995 erscheint bei Alibri die Zeitschrift Materialien und Informationen zur Zeit (MIZ), die vom Internationaler Bund der Konfessionslosen und Atheisten e. V. (IBKA) herausgegeben wird. Der Verlag publiziert mehrere wissenschaftliche Reihen, unter anderem die Schriftenreihe der Humanistischen Akademie Deutschland, die Schriftenreihe der Humanistischen Akademie Berlin und die Schriftenreihe der Humanistischen Akademie Bayern.
Zu den jüngeren verlegerischen Projekten gehören:
- (2011) Neuausgabe von Fritz Mauthners Der Atheismus und seine Geschichte im Abendland in vier Bänden.[10]
- (seit 2013) Neuausgaben der Werke von Karlheinz Deschner in einer eigenen Edition.[11]
- (seit 2015) Schwerpunkt mit etwa fünf Kinderbüchern pro Jahr.[12]
- (seit 2018) Schwerpunkt mit Graphic Novels, Cartoons und Karikaturen unter anderem mit Ausgaben zum Kunstpreis Der Freche Mario und den hpd-Karikaturen.[13]

Zu den Autoren zählen unter anderem Mina Ahadi, Lale Akgün, Hans Albert, Masih Alinejad, Franziska Becker, Jürgen Beetz, Rolf Bergmeier, Alfred Binder, Dieter Birnbacher, Franz Buggle, Hubert Cancik, Hildegard Cancik-Lindemaier, Rolf Cantzen, Marvin Chlada, Ali Daschti, Theodor Ebert, Carsten Frerk, Colin Goldner, Horst Groschopp, Bernd Harder, Karsten Krampitz, Ludger Lütkehaus, Aziz Nesin, Johannes Neumann, Martin Perscheid, Hermann Josef Schmidt, Michael Schmidt-Salomon, Joachim Sohn, Rudolf Stumberger, Jörg Sundermeier, Jacques Tilly, Arzu Toker, Esther Vilar, Franz Josef Wetz und Hartmut Zinser.

## Rezeption
Das im Jahr 2005 veröffentlichte Manifest des evolutionären Humanismus ist mit über 50.000 Exemplaren das meistverkaufte Buch des Verlages.
Im Jahr 2007 veröffentlichte der Verlag das Kinderbuch Wo bitte geht’s zu Gott? fragte das kleine Ferkel. Es wurde bis Anfang 2008 zu 12.000 Exemplaren verkauft und erregte bundesweit Aufmerksamkeit. Die katholische Kirche in Rottenburg-Stuttgart erstattete Strafanzeige wegen Volksverhetzung. Das Bundesfamilienministerium beantragte, dieses Buch auf die Liste der jugendgefährdenden Schriften zu setzen, was die Bundesprüfstelle für jugendgefährdende Medien jedoch ablehnte. 2018 erschien eine Rückschau von Autoren und Verlag auf die juristische und mediale Auseinandersetzung in Form des Buches Die Rettung des kleinen Ferkels. Warum auch Kinder über Religion lachen dürfen.
Alibri veröffentlichte zu den Finanzen der Kirchen und zum Verhältnis von Staat und Kirchen die weithin rezipierten Studien Finanzen und Vermögen der Kirchen in Deutschland (2002), Violettbuch Kirchenfinanzen. Wie der Staat die Kirchen finanziert (2010) und Kirchenrepublik Deutschland: Christlicher Lobbyismus (2015) von Carsten Frerk, die unter anderem in eine Ausarbeitung der Wissenschaftlichen Dienste des Bundestages und Anfragen von Abgeordneten einflossen.
Der Spiegel berichtete 2012 über das Buch Prügel vom lieben Gott von Alexander Markus Homes und den darin thematisierten Umgang des Bistums Limburg mit Missbrauchsopfern.
Im Jahr 2019 wurde der Alibri Verlag mit dem Buch Tot ohne Gott von Franz Josef Wetz für die Hotlist, „einen Ausschnitt aus dem Besten“, „was unabhängige deutschsprachige Verlage zu bieten haben“, nominiert.

## Belege
1. ↑  Drei Fragen an… Gunnar Schedel. In: hpd. 2. März 2010, abgerufen am 21. Mai 2017.
2. ↑  Gunnar Schedel: Gunnar Schedel, Autor bei Materialien und Informationen zur Zeit. In: Materialien und Informationen zur Zeit. Abgerufen am 7. Januar 2021 (deutsch).
3. ↑  Gunnar Schedel | hpd. Abgerufen am 7. Januar 2021.
4. ↑  Handelsregisterblatt HRB 11097 und Gesellschafterliste, Amtsgericht Aschaffenburg
5. ↑  Anna Wopalensky: "Die Arbeit im Krisenmodus hinterlässt Spuren". In: hpd.de. 10. März 2022, abgerufen am 10. März 2022.
6. ↑  Alibri Verlag: Alibri Verlag sucht Kompliz*innen! Abgerufen am 7. Januar 2021.
7. ↑  Der Alibri Verlag wird 25. Abgerufen am 7. Januar 2021.
8. ↑  SB: Schattenblick. Abgerufen am 7. Januar 2021.
9. ↑  Gesamtverzeichnis Alibri-Verlag 2020. Ehemals im Original (nicht mehr online verfügbar); abgerufen am 7. Januar 2021. (Seite nicht mehr abrufbar. Suche in Webarchiven)
10. ↑  Fritz Mauthner: Der Atheismus und seine Geschichte im Abendlande – Alibri Verlag Forum für Utopie und Skepsis. Ehemals im Original (nicht mehr online verfügbar); abgerufen am 7. Januar 2021. (Seite nicht mehr abrufbar. Suche in Webarchiven)
11. ↑  Deschner-Edition im Alibri Verlag – Deschner-Edition im Alibri Verlag – Alibri Verlag Forum für Utopie und Skepsis. Ehemals im Original (nicht mehr online verfügbar); abgerufen am 7. Januar 2021. (Seite nicht mehr abrufbar. Suche in Webarchiven)
12. ↑  Kinder- und Jugendbuch – Alibri Verlag Forum für Utopie und Skepsis. Ehemals im Original (nicht mehr online verfügbar); abgerufen am 7. Januar 2021. (Seite nicht mehr abrufbar. Suche in Webarchiven)
13. ↑  Spott sei Dank! Abgerufen am 7. Januar 2021.
14. ↑  Gottfried Bohl: Kleines Ferkel sorgt für großen Ärger. Deutschlandfunk Kultur, 18. März 2008, abgerufen am 10. Januar 2021 (deutsch).
15. ↑  Heide Oestreich: Indizierungsantrag gegen Kinderbuch: Religionskritik verbieten. In: Die Tageszeitung (taz). 1. Februar 2008, ISSN 0931-9085 (taz.de [abgerufen am 10. Januar 2021]).
16. ↑  „Parallelen zum Stürmer“. In: Süddeutsche Zeitung. 17. Mai 2010, abgerufen am 10. Januar 2021.
17. ↑  Alan Posener: Religion: Wie antisemitisch kann ein Kinderbuch sein? In: Die Welt. 30. Januar 2008 (welt.de [abgerufen am 7. Januar 2021]).
18. ↑  Religionskritisches Kinderbuch: Die Ferkelei geht weiter. In: Der Spiegel – Kultur. 6. März 2008, abgerufen am 7. Januar 2021.
19. ↑  Michael Schmidt-Salomon, Helge Nyncke, Gunnar Schedel: Die Rettung des kleinen Ferkels. Warum auch Kinder über Religion lachen dürfen. Alibri Verlag, Aschaffenburg 2018, ISBN 978-3-86569-222-1.
20. ↑  Carsten Frerk: Finanzen und Vermögen der Kirchen in Deutschland. Perlentaucher, abgerufen am 10. Januar 2021.
21. ↑  Melanie Amann: Violettbuch Kirchenfinanzen: Wie die Kirche sich von den Heiden finanzieren lässt. In: FAZ.NET. ISSN 0174-4909 (faz.net [abgerufen am 10. Januar 2021]).
22. ↑  Friedrich Vogelbusch: socialnet Rezensionen: Carsten Frerk: Violettbuch Kirchenfinanzen. In: socialnet.de. 24. Januar 2011, abgerufen am 10. Januar 2021.
23. ↑  Christian Schlesiger: Carsten Frerk über die Privilegien der Kirchen:. Abgerufen am 10. Januar 2021.
24. ↑  Finanzen und Vermögen der Kirchen in DeutschlandRahmenbedingungen, Daten, Reformoptionen. In: WD 10 – 3000 – 068/14. Wissenschaftliche Dienste des Deutschen Bundestages, 19. September 2014, abgerufen am 10. Januar 2020.
25. ↑  Transparency International Deutschland e.V: Carsten Frerk: Kirchenrepublik Deutschland. Abgerufen am 10. Januar 2021.
26. ↑  Missbrauchsopfer im Bistum Limburg werfen katholischer Kirche unterlassene Hilfeleistung vor. In: Der Spiegel – Politik. 16. September 2012, abgerufen am 8. Januar 2021.
27. ↑  Die Hotlist-Titel 2020 sind gewählt. 3. September 2020, abgerufen am 7. Januar 2021 (deutsch).